# Schönwald im Schwarzwald
Schönwald im Schwarzwald är en kommun och ort i Schwarzwald-Baar-Kreis i regionen Schwarzwald-Baar-Heuberg i Regierungsbezirk Freiburg i förbundslandet Baden-Württemberg i Tyskland.
Kommunen ingår i kommunalförbundet Raumschaft Triberg tillsammans med staden Triberg im Schwarzwald och kommunen Schonach im Schwarzwald.